# Coelorinchus parvifasciatus
Coelorinchus parvifasciatus és una espècie de peix de la família dels macrúrids i de l'ordre dels gadiformes.

## Morfologia
- Els mascles poden assolir 28,5 cm de llargària total.[5][6]

## Hàbitat
És un peix d'aigües profundes que viu entre 300-800 m de fondària.

## Distribució geogràfica
Es troba a Austràlia (des de Nova Gal·les del Sud fins a Victòria i Tasmània) i Nova Zelanda.